# Кентен, Бернар
Бернар Кентен (фр. Bernard Quintin; род. 1971) — бельгийский политический деятель, член партии «Реформаторское движение», министр внутренних дел (с 2025).

## Биография
Родился в 1971 году в Бельгии.
Около 20 лет находился на дипломатической работе — состоял советником бельгийского посла в Киншасе в период президентских выборов 2006 года, занимал должность бельгийского консула в Рио-де-Жанейро, являлся послом Бельгии в Бурунди с 2016 по 2019 год, руководил аппаратом Филиппа Гоффена в период пребывания того на должностях министра иностранных дел и министра обороны Бельгии.
2 декабря 2024 года Бернар Кентен назначен министром иностранных дел после отставки Хаджи Лабиб, вошедшей в состав Второй комиссии фон дер Ляйен.
3 февраля 2025 года получил портфель министра безопасности и внутренних дел Бельгии, включая функцию контроля за исполнением соглашения между федеральным правительством и Брюссельским столичным регионом (Beliris), при формировании правительства де Вевера.